# Classe Cleveland
Les croiseurs légers de la classe Cleveland ont été conçus au début de la Seconde Guerre mondiale et ont constitué la plus nombreuse série homogène de croiseurs jamais construite, avec vingt-sept croiseurs mis en service, alors que neuf coques mises sur cale ont été transformées pour en faire des porte-avions légers. Leur classement en croiseurs « légers » résultait des stipulations du traité naval de Londres de 1930, en ce que leur artillerie principale était d'un calibre inférieur à 155 mm, mais leur déplacement, leur vitesse, leur protection étaient celles des croiseurs « lourds », ce qui était déjà le cas des croiseurs de la classe Brooklyn dont ils ne se différenciaient principalement que par une tourelle triple d'artillerie principale en moins et une artillerie anti-aérienne plus puissante. Ils ont servi principalement dans le Pacifique pendant la Seconde guerre mondiale, où ils ont affronté les forces de surface japonaises pendant l'année 1943, dans la campagne des Salomon, puis ont escorté les porte-avions rapides, en 1944-45, dans le Pacifique central, jusqu'à Okinawa. Aucun n'a été perdu au combat. Six d'entre eux, parmi les derniers mis en service, ont connu une seconde carrière comme croiseurs lance-missiles jusque dans les années 1970.

## Arrière-plan
Le traité de limitation des armements navals, résultant de la conférence navale de Washington, en 1922, avait limité le déplacement des croiseurs à 10 000 tonnes Washington, et le calibre de l'artillerie principale à 203 mm (8 pouces) au maximum. Les États-Unis ont prévu d'en construire dix-huit, le Royaume-Uni quinze (car trois croiseurs conçus précédemment, qui avaient servi de référence pour fixer ces limites étaient, en 1922, en train d'être mis en service), le Japon en construisit douze, la France et l'Italie sept chacune. Ce furent le plus souvent des bâtiments rapides, pouvant atteindre 33, voire 35 nœuds et peu blindés, du moins pour leurs exemplaires français, italiens, ou britanniques. L'U.S. Navy, en recourant à des tourelles triples, réussit à gagner du poids pour avoir une meilleure protection, et le Japon s'affranchit, secrètement, de la limite du déplacement de 10 000 tonnes,.
Mais l'Allemagne avait construit des croiseurs plus petits, d'un déplacement de l'ordre de 6 000 tonnes, armés de canons de 150 mm, l'Italie en avaient construit de 5 200 tonnes de déplacement, pour faire pièce aux grands contre-torpilleurs que la France construisait, et le Royaume-Uni considérait que les croiseurs dits « de Washington », de 10 000 tonnes armés de canons de 203 mm, étaient trop grands et trop coûteux pour ses besoins, notamment de protection du trafic maritime, alors que les États-Unis et le Japon demeuraient attachés à ce déplacement de 10 000 tonnes,.
Le traité de Londres de 1930 a donc bloqué la construction des croiseurs « de Washington », désormais désignés croiseurs de type A, ou croiseurs lourds et limité le calibre de l'artillerie principale des croiseurs de type B, ou croiseurs légers à 155 mm, calibre des croiseurs français dits « de 8000 tonnes », construits dans les années 1922-1925. Mais de facto, aucune limite générale n'a pu être fixée en termes de déplacement global des croiseurs légers par nation, ni aucune limite de déplacement autre que celle de 10 000 tonnes du Traité de Washington de 1922.
Aussi pour son programme de 1931, la Marine impériale japonaise passa commande des deux premières unités d’une nouvelle classe de croiseurs, la classe Mogami, avec quinze canons de 155 mm en cinq tourelles triples, pouvant atteindre 37 nœuds, dont il fut déclaré qu'ils déplaçaient 8 500 tonnes, ce qui était nettement sous-évalué. La réaction de l’U.S. Navy fut la classe Brooklyn, avec quinze canons en cinq tourelles triples de 152 mm. Ils portaient une ceinture blindée de 4 pouces (102 mm) d’épaisseur, ou 5 pouces, sur les deux dernières unités, comme sur les croiseurs lourds. Un pont continu permettait de disposer à l'arrière d'un hangar d'aviation et d'utiliser l'espace au centre du navire pour y installer des pièces anti-aériennes. Ils avaient une vitesse de 32,5 nœuds, pour un déplacement de 9 700 tonnes, qui n'était pas sous-évalué. Les premières unités de cette classe furent lancées en 1936-1937. Elles sont entrées en service entre septembre 1937 et juin 1938.
Le Royaume-Uni fut contraint de suivre cette nouvelle tendance, et il en résulta la classe Town. Avec douze canons de 152 mm, en quatre tourelles triples, et des installations d’aviation spacieuses au centre du navire, un blindage de ceinture de 114 mm (3½ pouces) d'épaisseur. Leur vitesse maximale était de 32 nœuds. Ils respectaient à peu de chose près le déplacement de 10 000 tonnes avec 11 350-11 650 tonnes à pleine charge.

## Conception et caractéristiques

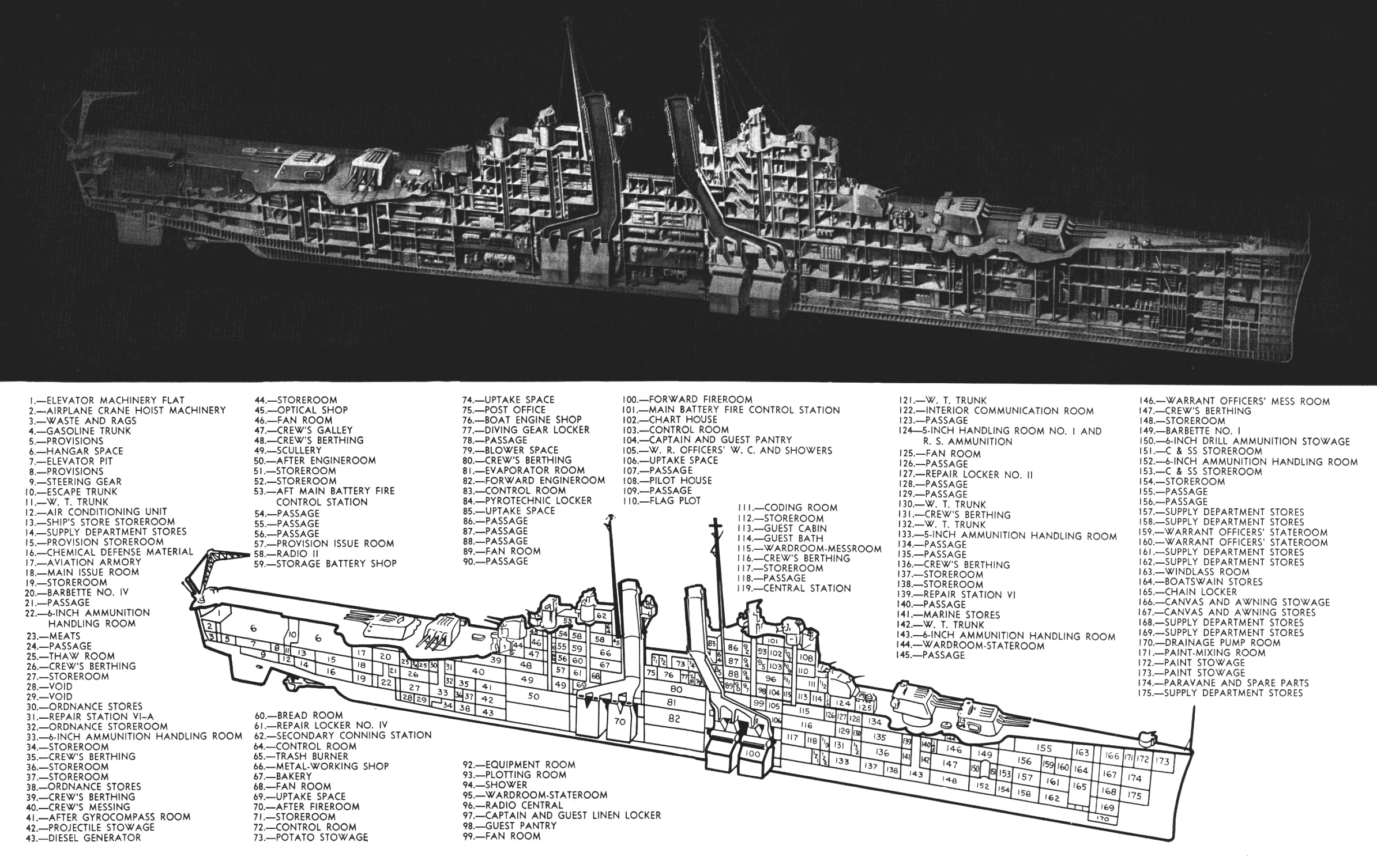
Dessin d'un écorché de croiseur de la classe Cleveland.

Dans la fidélité à la politique de limitation des armements navals, les États-Unis ont alors entrepris la construction d'une nouvelle classe de “croiseurs légers”.

### Artillerie
L'artillerie principale était dotée du puissant canon de 152 mm/47 calibres Mark 16 installé sur la classe Brooklyn, mais limitée à quatre tourelles triples, superposées deux à deux, à l'avant et à l'arrière de la superstructure comme sur la classe Town britannique, l'espace et le poids gagnés par la suppression de la troisième tourelle avant qui ne pouvait tirer qu'en abord, permettant d'augmenter l'artillerie secondaire à double usage.
L'artillerie secondaire des croiseurs lourds (jusqu'à la classe New Orleans) et de la classe Brooklyn était constituée de huit pièces simples de 127 mm /25 cal, quatre de chaque bord. Le dernier croiseur lourd, l'USS Wichita avait reçu huit pièces de 127 mm/38 cal. à double usage, dont quatre en tourelles simples ouvertes (une au-dessus des tourelles d'artillerie principale avant et arrière et une de chaque bord) et quatre en affûts non protégés sur les côtés, à hauteur de la cheminée arrière. Sur les deux dernières unités de la classe, les USS St. Louis et Helena, ce furent deux tourelles doubles qui furent installées de chaque bord, au centre du navire. On résolut de doter les nouveaux grands croiseurs légers de ce canon de 127 mm/38 cal. Mk 12 à double usage, en six tourelles doubles, qui devaient équiper, comme artillerie principale, les croiseurs légers de la classe Atlanta alors en construction. Face à la menace aérienne, la classe Cleveland, par rapport à classe Brooklyn et à sa sous-classe St. Louis, a perdu une tourelle triple de canons de 152 mm de la batterie principale contre deux tourelles doubles supplémentaires de canons de 127 mm à double usage. Sans se spécialiser dans la lutte antiaérienne comme les croiseurs de la classe Atlanta, ils présentaient le même nombre de pièces d'artillerie anti-aérienne à longue portée (douze) que les dernières unités de cette classe de croiseurs légers anti-aériens.
Avec quatre tourelles triples principales arrangées en deux superpositions, une à l'avant, l'autre à l'arrière, les tourelles secondaires se trouvaient situées, une entre chaque tourelle principale supérieure et la superstructure, et deux tourelles en abord de chaque côté à la même hauteur, les deux cheminées et les deux mâts regroupés au milieu du navire n'entravant pas les champs de tir des armes de DCA. Une nombreuse artillerie anti-aérienne à courte portée aura été composée, sur les premières unités de la classe de quatre affûts doubles de 40 mm Bofors et de 13 affûts simples de 20 mm Oerlikon qui seront ensuite portés, selon les unités, jusqu'à 28 pièces de 40 mm (4 affûts quadruples et 6 affûts doubles) et 10 à 21 pièces simples de 20 mm.

### Autres équipements, coque, vitesse, rayon d'action
Pour le reste, l'objectif était de disposer d'espaces suffisants pour installer des centres d'information de combat, avec de nouveaux radars et des calculateurs pour les directions de tir, que les contraintes du combat anti-aérien rendaient nécessaires, dans une coque, à peine agrandie par rapport aux croiseurs de la classe Brooklyn, car tout accroissement de taille important eût entraîné des délais de construction supplémentaires rédhibitoires. Par rapport à la classe Brooklyn, la longueur à la ligne de flottaison était identique, la longueur hors tout était de 2 pieds (61 cm) plus grande, le maître-bau était de 20,27 m au lieu de 18,82 m, le tirant d'eau de 7,5 m au lieu de 7 m. Le déplacement était supérieur de 300 t (10 000 long tons au lieu de 9 700). La propulsion était très semblable à celle de la classe Brooklyn, huit chaudières alimentant quatre turbines entraînant quatre hélices, la puissance développée était la même, 100 000 ch avec une vitesse maximale de 33 nœuds, au lieu de 32½. Le rayon d'action était légèrement accru grâce à un emport de mazout supérieur de 20% (2 700 t au lieu de 2 250 t).
La protection était un peu plus épaisse, 127 mm sur la ceinture au lieu de 104 mm, mais de même étendue, et par ailleurs équivalente, sur les tourelles ou les ponts. Pour la protection sous-marine, contre l'effet des mines et des torpilles, le compartimentage a été amélioré, ce qui aboutit à des résultats satisfaisants, aucune unité de la classe n'ayant été perdue au combat, bien que certaines aient subi des dommages sérieux.

## Croiseurs de la classe Cleveland
- Mis en service comme croiseurs :

| classe Cleveland                   |                                      |                  |           |                   |                   |           |                             |
| nom                                | chantier naval                       | mise en chantier | lancement | armement          | mise en réserve   | radiation | fin                         |
| Cleveland (CL-55)                  | New York Shipbuilding Corp.          | 01/06/40         | 01/11/41  | 15/06/42          | 07/02/47          | 18/02/60  | démoli en 1960              |
| Columbia (CL-56)                   | New York Shipbuilding Corp.          | 18/08/40         | 17/12/41  | 29/07/42          | 30/11/46          | 30/02/59  | démoli en 1959              |
| Montpelier (CL-57)                 | New York Shipbuilding Corp.          | 02/12/40         | 12/02/42  | 09/09/42          | 24/01/47          | 01/03/59  | démoli en 1960              |
| Denver (CL-58)                     | New York Shipbuilding Corp.          | 26/12/40         | 04/04/42  | 15/10/42          | 07/02/47          | 01/03/59  | démoli en 1960              |
| Santa Fe (CL-60)                   | New York Shipbuilding Corp.          | 07/06/41         | 10/06/42  | 24/11/42          | 19/10/46          | 01/03/59  | démoli en 1960              |
| Birmingham (CL-62)                 | Newport News Shipbuilding            | 17/02/41         | 20/03/42  | 29/01/43          | 02/06/47          | 01/03/59  | démoli en 1960              |
| Mobile (CL-63)                     | Newport News Shipbuilding            | 14/04/41         | 15/05/42  | 24/03/43          | 09/05/47          | 01/03/59  | démoli en 1960              |
| Vincennes (CL-64)                  | Bethlehem Shipbuilding Comp.         | 07/03/42         | 17/07/43  | 21/01/44          | 10/09/46          | 01/04/66  | utilisé comme cible en 1969 |
| Pasadena (CL-65)                   | Bethlehem Shipbuilding Comp.         | 06/02/43         | 08/12/43  | 08/06/44          | 12/01/50          | 01/12/70  | démoli en 1972              |
| Springfield (CL-66) (CLG-7/CG-7)   | Bethlehem Shipbuilding Comp.         | 13/02/43         | 09/03/44  | 09/09/44 02/07/60 | 30/01/50 15/05/74 | 31/07/80  | démoli en 1980              |
| Topeka (CL-67) (CLG-8)             | Bethlehem Shipbuilding Comp.         | 21/04/43         | 09/03/44  | 09/09/44 26/03/60 | 18/06/49 05/06/69 | 01/12/73  | démoli en 1975              |
| Biloxi (CL-80)                     | Newport News Shipbuilding            | 09/07/41         | 23/02/43  | 31/08/43          | 29/08/46          | ?/09/61   | démoli en mars 1962         |
| Houston (CL-81)                    | Newport News Shipbuilding            | 04/08/41         | 19/06/43  | 20/12/43          | 15/12/47          | 01/03/59  | démoli en 1961              |
| Providence (CL-82) (CLG-6/CG-6)    | Bethlehem Shipbuilding Comp.         | 27/07/43         | 28/12/44  | 15/06/45 17/09/59 | 14/06/49 15/05/74 | 31/07/78  | démoli en 1980              |
| Manchester (CL-83)                 | Bethlehem Shipbuilding Comp.         | 25/09/44         | 05/03/46  | 29/10/46          | 27/06/56          | 01/04/60  | démoli en 1960              |
| Vicksburg (CL-86)                  | Newport News Shipbuilding            | 26/10/42         | 14/12/43  | 12/06/44          | 30/06/47          | 01/10/62  | démoli en 1964              |
| Duluth (CL-87)                     | Newport News Shipbuilding            | 09/11/42         | 13/01/44  | 18/09/44          | 25/06/49          | 14/11/60  | démoli en 1962              |
| Miami (CL-89)                      | Cramp Shipbuilding Co., Philadelphie | 02/08/41         | 08/12/42  | 28/12/43          | 30/06/47          | 01/09/61  | démoli en 1962              |
| Astoria (CL-90)                    | Cramp Shipbuilding Co., Philadelphie | 06/09/41         | 06/03/43  | 17/05/44          | 01/07/49          | 01/11/69  | démoli en 1971              |
| Oklahoma City (CL-91) (CLG-5/CG-5) | Cramp Shipbuilding Co., Philadelphie | 08/12/42         | 20/02/44  | 22/12/44 07/09/60 | 30/06/47 15/12/79 | 15/12/79  | utilisé comme cible en 1999 |
| Little Rock (CL-92) (CLG-4/CG-4)   | Cramp Shipbuilding Co., Philadelphie | 06/03/43         | 27/08/44  | 17/06/45 03/06/60 | 24/06/49 22/11/76 | 22/11/76  | musée à Buffalo             |
| Galveston (CL-93) (CLG-3)          | Cramp Shipbuilding Co., Philadelphie | 20/02/44         | 22/04/45  | 28/05/58          | ?/05/70           | 21/12/73  | démoli en 1975              |
| Amsterdam (CL-101)                 | Newport News Shipbuilding            | 23/03/43         | 25/04/44  | 08/01/45          | 30/06/47          | 02/01/71  | démoli en 1972              |
| Portsmouth (CL-102)                | Newport News Shipbuilding            | 28/06/43         | 20/09/44  | 25/06/45          | 15/06/49          | 15/01/71  | démoli en 1974              |
| Wilkes-Barre (CL-103)              | New York Shipbuilding Corp.          | 1/12/42          | 24/12/43  | 01/07/44          | 09/10/47          | 15/01/71  | utilisé comme cible en 1972 |
| Atlanta (CL-104) (IX-302)          | New York Shipbuilding Corp.          | 25/01/43         | 06/02/44  | 03/12/44          | 01/10/62          | 01/04/70  | utilisé comme cible en 1970 |
| Dayton (CL-105)                    | New York Shipbuilding Corp.          |                  | 19/03/44  | 07/01/45          | 01/03/49          | 01/09/61  | démoli en 1962              |

- Transformés en porte-avions de la classe Independence :
  - Amsterdam (CL-59) complété comme porte-avions Independence (CVL-22)
  - Tallahassee  (CL-61) complété comme porte-avions Princeton (CVL-23)
  - New Haven (CL-76) complété comme porte-avions Belleau Wood (CVL-24)
  - Huntington  (CL-77) complété comme porte-avions Cowpens (CVL-25)
  - Dayton  (CL-78) complété comme porte-avions Monterey (CVL-26)
  - Wilmington  (CL-79) complété comme porte-avions Cabot (CVL-28)
  - Fargo  (CL-85) complété comme porte-avions Langley (CVL-27)
  - Buffalo  (CL-99) complété comme porte-avions Bataan (CVL-29)
  - Newark  (CL-100) complété comme porte-avions San Jacinto (CVL-30)
- Annulés :
  - Buffalo  (CL-84) annulé en 1940
  - Newark  (CL-88) annulé en 1940
  - Youngstown  (CL-94) annulé le 12 août 1945

## Service
La classe aurait dû comprendre trente neuf navires mais, à la suite de trois annulations et de la décision d'en transformer neuf en porte-avions légers (la classe Independence), seuls vingt-sept furent mis en service comme croiseurs pour l'United States Navy.
Ils furent considérés comme des croiseurs très réussis, bien équilibrés. Ils combattirent principalement dans l'océan Pacifique, où leur principale mission a d'abord été, en 1943, de combattre les redoutables destroyers japonais, qui comptaient parmi les plus puissants du monde dans les années 1930. Contrairement à celles de la Marine impériale japonaise, les tactiques américaines excluaient l'emploi de torpilles sur ses croiseurs, préférant s'appuyer sur une artillerie puissante, de plus en plus dirigée par radar, pour garder les navires ennemis à distance, l'attaque à la torpille étant confiée aux seuls destroyers. Ensuite, à partir de 1944, avec le déploiement des nouveaux porte-avions, ce fut l'intégration dans les Task Forces aéronavales, en escorte des porte-avions, rôle dans lequel ils se montrèrent très efficaces, en fournissant un remarquable supplément d'artillerie anti-aérienne à courte portée, à la chasse embarquée des navires qu'ils escortaient, mais aussi au sein de groupes d'appui feu et de bombardement, lors des débarquements.
Mais avec la mise en place préférentielle d'une artillerie anti-aérienne plus lourde (des affûts multiples de 40 mm Bofors plutôt que des affûts simples de 20 mm Oerlikon) et le surcroît de poids des radars, ces croiseurs ont rencontré des problèmes de stabilité.

### Pendant la Seconde guerre mondiale

#### En 1942, au Maroc
Premier admis en service actif, à la fin de 1942, l'USS Cleveland (CL-55) a pris part au débarquement au Maroc devant Fedala, puis a été envoyé dans le Pacifique sud, où il arrive en décembre.

#### En 1943, des îles Salomon aux îles Gilbert

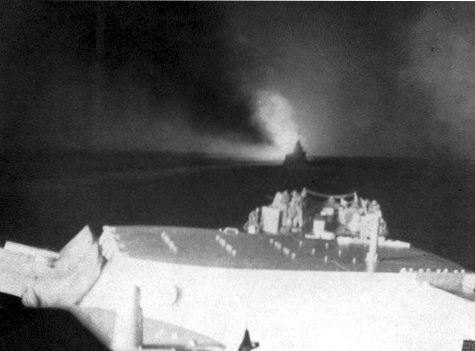
Vue de la bataille de la baie de l'Impératrice Augusta, depuis le croiseur, avec à l'arrière-plan l'.

L'USS Columbia (CL-56), arrivé dans le Pacifique dès la mi-novembre 1942, l'USS Montpelier (CL-57) arrivé en janvier, et l'USS Cleveland ont participé, au sein de la Task Force 18, aux ordres du contre-amiral Giffen, à la bataille de l'ile de Rennell (fin janvier 1943), puis, en février 1943, au sein de la Task 68, à l'occupation des îles Russell (Opération Cleanslate (en)). La 12e Division de croiseurs (Cru Div 12) est alors constituée tandis que l'USS Denver (CL-58), arrivé en février, l'a ralliée. Le contre-amiral Merrill en a reçu le commandement, avec sa marque sur l'USS Montpelier. La division y gagnera d'être surnommée "les Maraudeurs de Merrill"

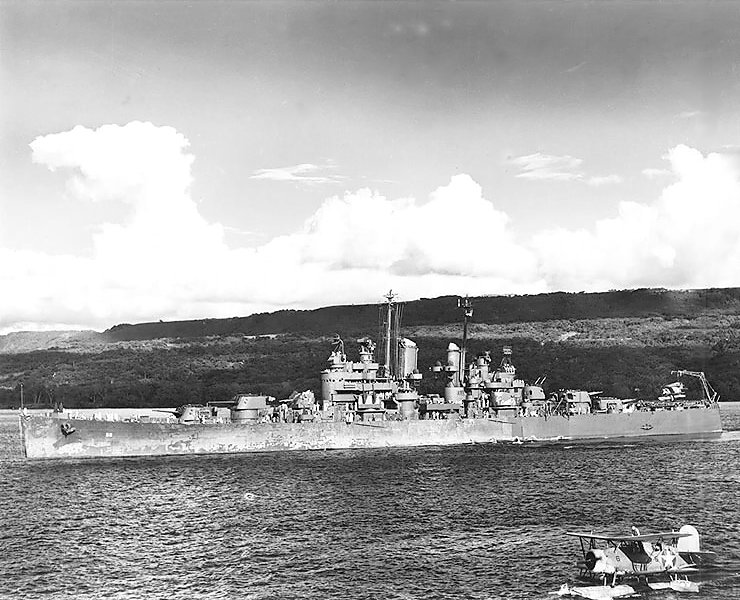
L', arrivant aux Nouvelles-Hébrides en avril 1943

Sans l'USS Columbia, la 12e Division de croiseurs a participé à des bombardements de Munda, et de Vila, préparatoires à l'attaque de la Nouvelle-Géorgie et a coulé deux destroyers japonais, par des tirs uniquement réglés au radar, à la bataille du détroit de Blackett (5-6 mars 1943).
Lors du débarquement en Nouvelle-Géorgie (Opération Toenails (en)), à la fin juin, les croiseurs de la 12e Division au sein du Groupe d'Appui B de la TF 36, couvrent l'opération, mais ce sont les croiseurs de la classe Brooklyn du Groupe d'Appui A du contre-amiral Ainsworth qui sont engagés contre les destroyers japonais, au début juillet, dans le golfe de Kula et devant Kolombangara.
L'USS Santa Fe (CL-60) arrivé dans le Pacifique en mars, a d'abord opéré quatre mois dans le secteur des Aléoutiennes, puis avec l'USS Mobile (CL-63) arrivé dans le Pacifique en juillet, et l'USS Birmingham (CL-62) arrivé en septembre (il avait participé au débarquement en Sicile en juillet), ont constitué la 13e Division de Croiseurs (Cru Div13) dont le contre-amiral DuBose a reçu le commandement. Ces croiseurs ont rejoint les Task Forces (TF 14, TF 15 puis TF 50) constituées autour des nouveaux porte-avions rapides qui venaient de rallier la Flotte du Pacifique. Ils ont participé aux raids sur Markus (pour le seul USS Mobile, à la fin août), puis sur Tarawa et Wake (fin septembre-début octobre 1943).
Une Task Force 39 avait été constituée en août dont ont fait partie les USS Cleveland et Denver qui ont couvert le débarquement néozélandais sur les îles du Trésor, fin octobre.
Lors de l'attaque de Bougainville, la TF 39, articulée autour de la 12e division de croiseurs, aux ordres du contre-amiral Merrill, chargé de la couverture rapprochée du débarquement au cap Torokina (Opération Cherryblossom), ont repoussé la contre-attaque de la Marine impériale japonaise à la bataille de la baie de l'Impératrice Augusta, dans la nuit du 1er au 2 novembre. Les quatre croiseurs américains y ont coulé le croiseur léger japonais Sendai et un destroyer. Quelques jours plus tard, l'USS Denver a été endommagé par une torpille aérienne et a dû retourner se faire réparer pendant plusieurs mois sur la côte ouest des États-Unis.
L'USS Birmingham ayant été endommagé lors d'une attaque aérienne japonaise devant Bougainville, seuls l'USS Santa Fe, dans le TG 53.4, et l'USS Mobile, dans le TG 53.7, ont participé à la fin novembre à l'opération de débarquement amphibie sur les îles Gilbert, à Tarawa et Makin.

#### En 1944, des îles Marshall et de Truk, aux îles Mariannes et aux Philippines
Le 1er janvier 1944, le contre-amiral Deyo a reçu le commandement de la 13e Division de Croiseurs qu'a ralliée l'USS Biloxi, arrivé des États-Unis.

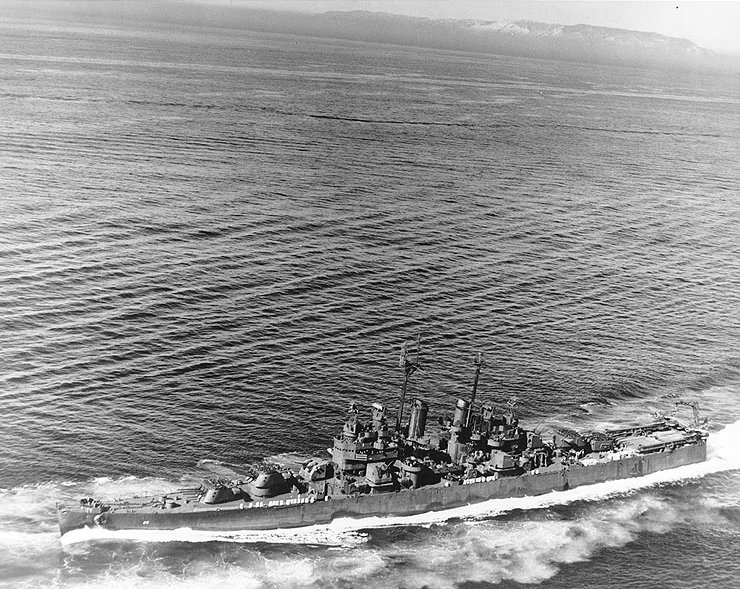
L', au large de la côte ouest des États-Unis, le 13 janvier 1944, le jour de son départ vers Pearl Harbor, pour aller attaquer des îles Marshall

Partis de Hawaï le 22 janvier, dans le Groupe d'Appui Feu (TG 53.5) de la Force d'Attaque Nord des îles Marshall, les USS Santa Fe, Mobile et Biloxi ont bombardé Wotje, le 31, puis couvert le débarquement sur Roi-Namur, dans l'atoll de Kwajalein le 2 février et les jours suivants. Ayant rallié la Task Force des porte-avions rapides (TF 58), ils ont participé au sein du TG 58.1, au raid contre la grande base de Truk (Opération Hailstone), dans les îles Carolines, les 17 et 18 février.
En mars, dans le cadre de l'avancée des forces de l'amiral Halsey pour encercler Rabaul, les croiseurs de la 12e division (USS Montpelier, Columbia, Cleveland) ont patrouillé dans les eaux des îles Green, et d'Emirau, et en ont couvert l'occupation à laquelle l'USS Mobile a contribué, au sein du TG 58.1, rebaptisée TG 36.1.
Les croiseurs de la 13e division (USS Santa Fe, Mobile, Biloxi) ont participé à la fin mars au bombardement des îles Palaos par la TF 58 (Opération Desecrate I), puis, en avril, ont appuyé la progression des forces du général MacArthur le long de la côte nord de la Nouvelle-Guinée, notamment en baie de Humboldt, à Hollandia, et Aitape, enfin en accompagnant de nouveaux bombardements sur Truk, les Palaos et Ponape.
En avril, une 14e Division de croiseurs (CruDiv14) avait été constituée avec les croiseurs USS Vincennes, Houston et Miami qui ont appareillé de la côte est pour gagner le Pacifique et ont rejoint Pearl Habor, le 6 mai.

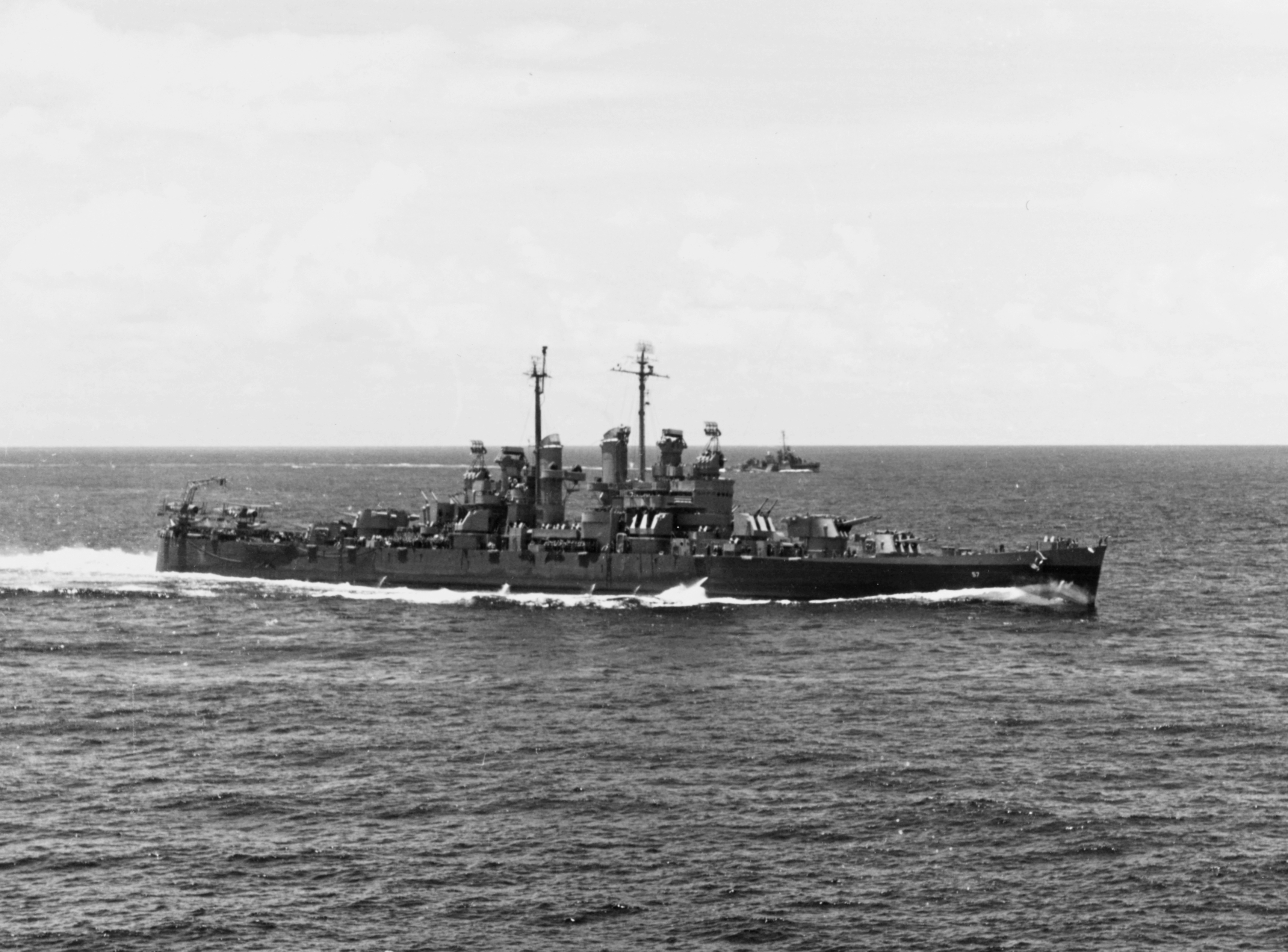
L' en route vers Saipan, le 11 juin 1944

Pour l'attaque des îles Marianne (Opération Forager), au sein de la TF 58, parmi les dix croiseurs légers de l'escorte des porte-avions rapides, huit sont de la classe Cleveland : trois de la CruDiv13 (USS Santa Fe, Mobile, Biloxi) ont été rattachés au TG 58.2, deux de la CruDiv12 (USS Montpelier et Cleveland) au TG 58.3, et trois de la CruDiv14 (USS Vincennes, Houston et Miami) au TG 58.4. L'USS Birmingham, qui revenait de réparations, a été rattaché au TG 52.17 (Groupe d'Appui Feu de la Force d'Attaque Nord). Les bombardements aéronavals préparatoires ont commencé le 11 mai sur les aérodromes japonais de Saipan, Tinian, Rota et Guam. Lorsque les TG 58.1 et 58.4 ont été envoyés bombarder les aérodromes d'Iwo-Jima et de Chichi-Jima, dans les îles Bonin, la CurDiv13 a été envoyée escorter le TG 58.1. Le 15 juin, le débarquement de deux divisions de marines et d'une d'infanterie a eu lieu sur Saipan. Le 16, les Task Groups qui étaient allés bombarder les îles Bonin ont rejoint la TF 58, qui s'est alors portée vers l'ouest, pour faire face à l'approche de la 1re Flotte Mobile japonaise. La bataille de la mer des Philippines (19-20 juin) aboutit à une hécatombe de l'aviation embarquée japonaise, qui vaudra à cette bataille le surnom de "Grand Tir aux Dindons des Mariannes". Les croiseurs de la classe Cleveland y ont pris toute leur part, mais aussi en participant à la récupération de pilotes contraints d'amerrir au retour de la mission tardive du 20 juin, "la mission au-delà du crépuscule" (en anglais : "Mission beyond Darkness").
La TF 58 a ensuite appuyé la progression des troupes au sol sur Saipan. Le 22 mai, l'USS Denver, revenu de réparations, a été rattaché au TG 58.1, pour soutenir les débarquements sur Guam et Tinian et pour effectuer de nouvelles attaques aéronavales sur les îles Bonin notamment, au début juillet et au début d'août, mais aussi sur les Palaos ou les îles Carolines, notamment Yap et Ulithi.
Après le remplacement de l'amiral Spruance par l'amiral Halsey à la tête de la forces navale du Pacifique central, désignée dès lors comme la IIIe Flotte, la Task Force des porte-avions rapides (TF 38) a bombardé les îles Bonin (début septembre) puis assuré, à la mi-septembre, la couverture de l'attaque des Palaos (Opération Stalemate). La CurDiv12 est alors attachée au Task Group 32.12, l'USS Denver participant au débarquement d'Angaur, les USS Cleveland et Columbia à celui de Peleliu.

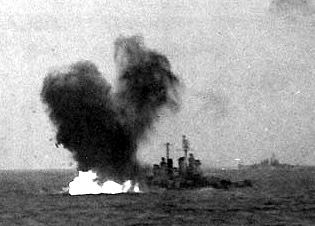
L' torpillé une seconde fois, dans l'après-midi du 16 octobre 1944

Dans le cadre de la préparation de l'attaque des Philippines, les porte-avions rapides ont effectué des bombardements préparatoires sur les Visayas, Luçon, Okinawa, Formose, pendant lesquels la CruDiv14 (USS Vincennes, Houston et Miami) est attachée au TG 38.2, la CruDiv13 (USS Santa Fe, Birmingham et Mobile) au TG 38.3. L'USS Canberra, qui appartenait au TG 38.1, a reçu une torpille aérienne le 13 octobre lors de la bataille aérienne de Formose, et l'USS Houston, du TG.38.2, également, le 14. Ils ont été pris en remorque respectivement par les USS Wichita et Boston, puis par deux remorqueurs, au sein d'un nouveau Task Group 30.3, désigné comme la 1re Division d'Éclopés, en anglais : Crippled Division 1 (CripDiv1). La CruDiv13 et l'USS Vincennes y ont été rattachés. Le 16 octobre dans l'après-midi, l'USS Houston est torpillé une seconde fois. Les deux croiseurs seront cependant ramenés, d'abord à Manus dans les îles de l'Amirauté. puis à Ulithi, avant d'être réparés sur la côte est des États-Unis jusqu'après la capitulation japonaise.

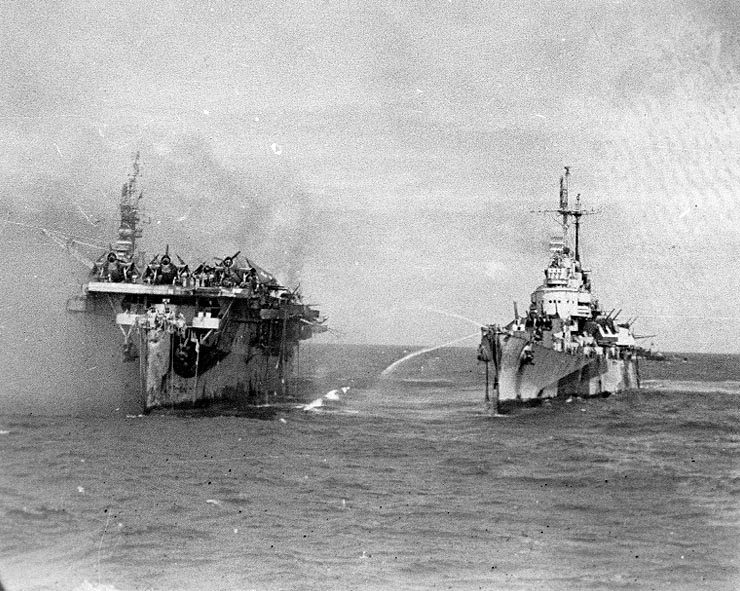
L', en assistant l', a subi deux fois plus de pertes que le porte-avions léger qui a succombé à l'attaque de l'aviation japonaise le 24 octobre 1944

Pour le débarquement dans le golfe de Leyte, la couverture rapprochée a été confiée à la VIIe Flotte et la couverture éloignée à la IIIe Flotte. Une redistribution des forces est intervenue, qui a placé les Forces Amphibies de la IIIe Flotte dans la VIIe Flotte. Les croiseurs USS Cleveland et Denver ont ainsi été rattachés à TF 77, dans le Groupe d'Appui Feu et de Bombardement (TG 77.2).

Les Cru Div13 (USS Santa Fe, Birmingham et Mobile) et CruDiv14 (USS Vincennes et Miami) sont restées attachées à la IIIe Flotte réduite à la TF 38, précisément aux TG 38.3 et TG 38.2 respectivement, toutefois, l'USS Biloxi a été rattaché au TG 38.2, pour y compenser le retrait de l'USS Houston.
Pendant la bataille du golfe de Leyte, l'USS Birmingham a été endommagé et a subi de lourdes pertes (plus de 200 tués), le 24 octobre, en portant secours au porte-avions léger USS Princeton, mis en feu, à l'est de Luçon par l'aviation navale japonaise basée à terre, et qui sera finalement sabordé. Dans la nuit suivante, l'USS Birmingham a mis le cap vers Ulithi, pour aller ensuite être réparé sur la côte ouest des États-Unis. 
Les USS Cleveland et USS Denver, aux premières heures du 25 octobre, dans le détroit de Surigao ont contribué à la destruction des cuirassés Fuso et Yamashiro. Ils ont participé ensuite à la poursuite des navires japonais avariés, entraînant la destruction du Mogami et d'un destroyer.

Les croiseurs des CruDiv13 et CruDiv14 (USS Santa Fe, Mobile, Vincennes, Miami et Biloxi) qui accompagnaient les porte-avions qui ont coulé en mer de Sibuyan le cuirassé géant Musashi, dans la journée du 24 octobre, sont ensuite partis à la poursuite des porte-avions japonais repérés au large du cap Engaño, dans une TF 34, rassemblant sept cuirassés, deux croiseurs lourds, les cinq croiseurs de la classe Cleveland et dix-huit destroyers. Mais à la fin de la matinée du 25, alors que cette Force de Frappe de Surface Lourde se trouvait à une heure de marche des porte-avions japonais avariés, la TF 34 a reçu ordre de faire demi-tour, pour aller essayer d'intercepter les cuirassés et les croiseurs lourds japonais qui avaient attaqué dans la matinée des porte-avions d'escorte de la VIIe Flotte, au large de Samar. Les USS Santa Fe et Mobile et les deux croiseurs lourds sont allés rejoindre les TG 38.3 et TG 38.4. Constitués en un TG 30.3, aux ordres du contre-amiral DuBose, ils ont coulé en milieu d'après-midi le porte-avions Chiyoda puis un destroyer. Les USS Vincennes, Biloxi et Miami partis vers le sud, avec les cuirassés et le TG 38.2. n'ont pas intercepté les cuirassés japonais, mais un peu après minuit, ils ont repéré et annihilé le destroyer Nowaki qui avait recueilli les rescapés du croiseur lourd
Chikuma.
Les USS Pasadena (CL-65) et Astoria (CL-90) ont rejoint en novembre la TF 38 qui, aux ordres du vice-amiral McCain est allée bombarder les forces navales japonaises qui se retiraient, coulant, début novembre, en baie de Manille, le croiseur lourd Nachi,et fin novembre, le croiseur lourd Kumano devant Santa Cruz. Pour le débarquement sur Mindoro, à la mi-décembre, l'USS Montpelier, rentré d'une révision, a rejoint les USS Columbia et Denver de la CruDiv12 dans le Groupe de Couverture Lourde et de Porte-avions (TG 77.2).

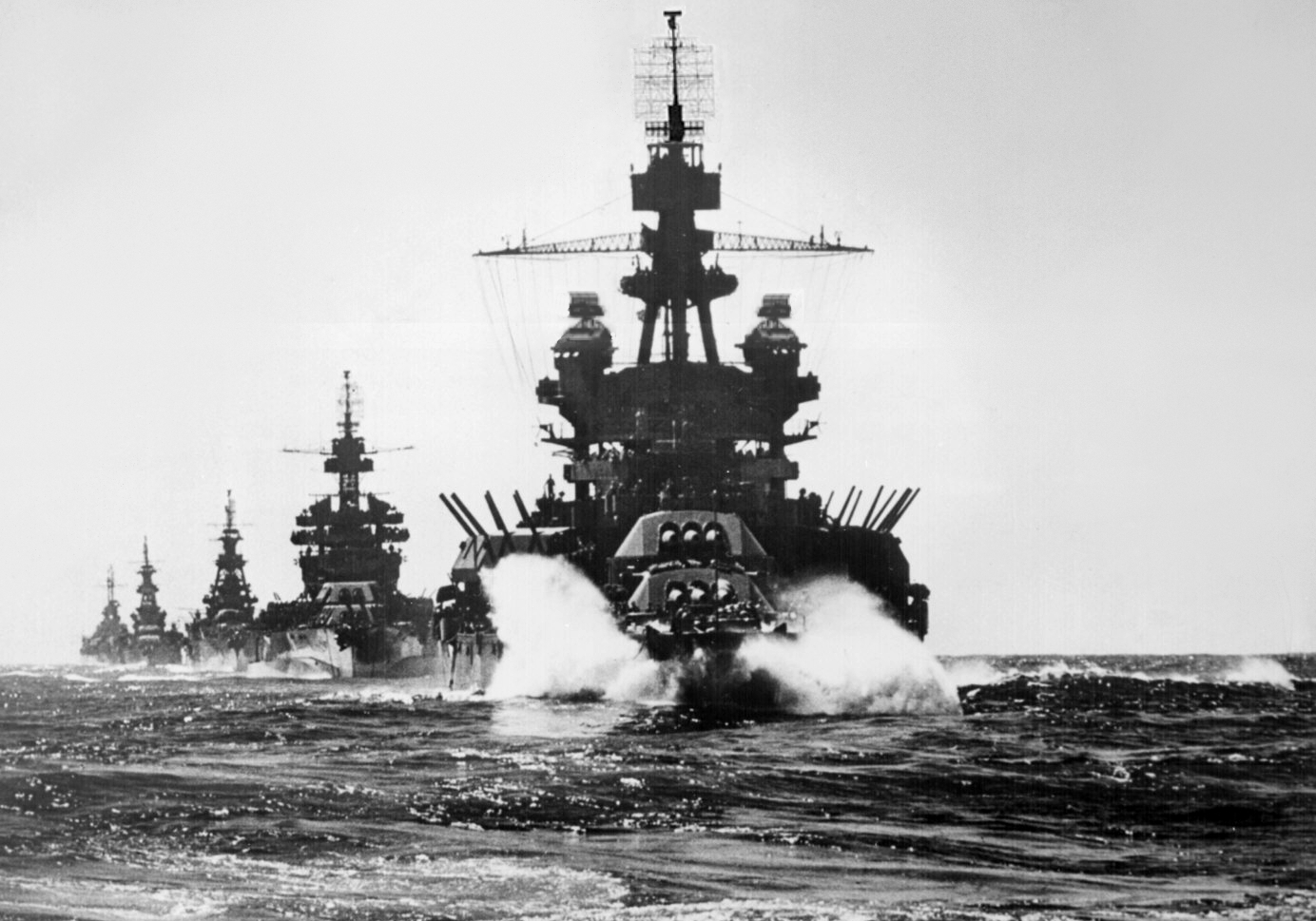
Se dirigeant vers le golfe de Lingayen, derrière deux cuirassés et deux croiseurs lourds, l' ferme la marche.

Le 18 décembre, la TF 38 a rencontré le typhon Cobra et y a subi des dégâts et des pertes considérables sur des destroyers et des porte-avions légers. L'USS Miami y a eu un avion emporté, et sa coque déformée.
Le 26 décembre, l'USS Mobile a quitté Ulithi, pour une révision aux États-Unis.

#### En 1945, des Philippines à Okinawa et au Japon

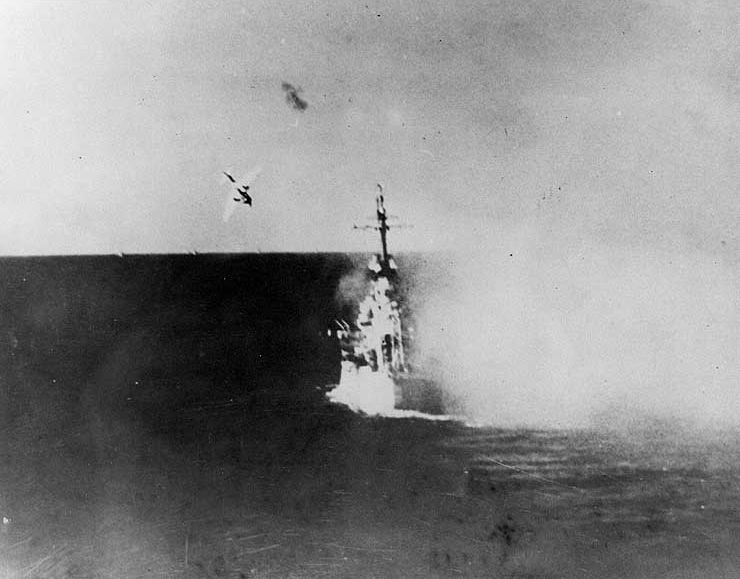
L' a été atteint, dans le golfe de Lingayen, par un kamikaze, ici le 6 janvier 1945, et une seconde fois le 9.

Lors de la préparation du débarquement dans le golfe de Lingayen, sous des attaques massives des kamikaze au début-janvier 1945, l'USS Columbia, alors au sein de la TF 77, a été durement touché, à deux reprises, le 6 et le 9, et contraint d'aller se faire réparer. Les trois autres croiseurs de la CruDiv12 ont appuyé la progression des troupes américaines jusque devant Manille, les USS Cleveland et Montpelier à l'attaque de Corregidor, et l'USS Denver, au débarquement en baie de Bataan, à la mi-février.
Avec l'USS Wilkes-Barre (CL-103) qui avait rejoint la Flotte du Pacifique à la fin du mois de novembre, les USS Pasadena (CL-65) et Astoria (CL-90) ont constitué une 17e Division de croiseurs (CruDiv17) qui a été rattachée au TG 38.2. Les trois croiseurs ont participé, du 10 au 26 janvier, aux bombardements aéronavals menés en mer de Chine méridionale, de Formose aux côtes d'Indochine et vice versa, pendant lesquels ils ont été brièvement rattachés à un TG 34.5 qui finalement n'a pas effectué un raid prévu en direction de la baie de Cam Ranh.
Dans les derniers jours de janvier, l'amiral Spruance et le vice-amiral Mitscher ont remplacé l'amiral Halsey et le vice-amiral McCain à la tête des forces navales du Pacifique central et de la Task Force des porte-avions rapides, rebaptisées Ve Flotte et TF 58. En prévision du débarquement d'Iwo-Jima, une attaque aéronavale été lancée directement sur le Japon, pour la première fois depuis le raid sur Tokyo, en 1942. Sept croiseurs de la classe Cleveland y ont participé, deux de la CruDiv14 (USS Vincennes et Miami) dans le TG 58.1, trois de la CruDiv17 (USS Wilkes-Barre, Pasadena, et Astoria) dans le TG 58.3 et deux de la CruDiv13 (USS Santa Fe et Biloxi) dans le TG 58.4,. Au retour de cette opération Jamboree, la TF 58 a mis le cap sur Iwo Jima, où elle a assuré la couverture du débarquement sur cette petite île, pendant lequel la CruDiv17 a été rattachée à la Force de Couverture et d'Artillerie (TF 54). L'USS Vicksburg (CL-86) arrivé à Pearl Harbor au début février a participé à ce débarquement au sein de la TU 54.9.2. L'USS Birmingham, revenu de réparations, est arrivé devant Iwo-Jima à la fin février. Il a été rattaché à la Force d'Appui Amphibie, et a également participé aux bombardements préparatoires et à l'appui du débarquement

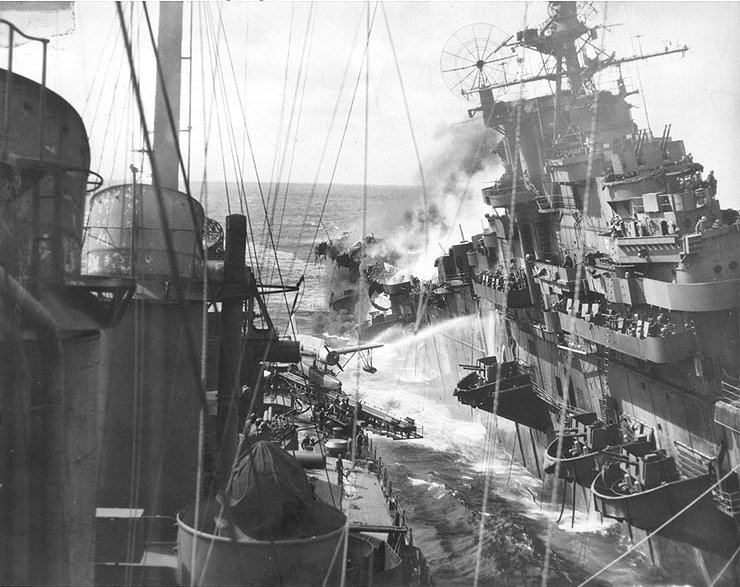
L' en flammes, depuis l' qui lui porte secours.

L'USS Springfield (CL-66) qui avait accompagné en janvier, pour la traversée de l'Atlantique, l'USS Quincy qui emmenait le Président Roosevelt à la Conférence de Yalta, a rejoint la Flotte du Pacifique à la mi-février et en son sein la TF 58.
À la mi-mars, pour préparer l'attaque d'Okinawa, la TF 58 est partie attaquer les aérodromes japonais de Kyushu. Les USS Vincennes, Vicksburg et Miami sont attachés au TG 58.1, l'USS Santa Fe au TG 58.2, les USS Wilkes-Barre, Springfield, Pasadena et Astoria, au TG 58.3. Les combats sont violents avec l'aviation navale basée à terre de la 5e Flotte Aérienne du vice-amiral Ugaki. Le 19 mars 1945, le porte-avions d'escadre USS Franklin, au sein du TG 58.2, a été très gravement endommagé. L'USS Santa Fe lui a porté secours jusqu'à ce que le porte-avions endommagé ait pu être pris en remorque par le croiseur lourd USS Pittsburgh (CA-72). Un TG 58.2.9 a ensuite été constitué autour des grands croiseurs USS Alaska et Guam qui faisaient partie du TG 58.4, pour escorter l'USS Franklin vers Ulithi.
Dans les bombardements côtiers préparatoires au débarquement, la CruDiv17 a été rattachée à une TU 58.4.9, constituée autour des USS Alaska et Guam, pour aller, le 27 mars, bombarder Minami Daito Shima, dans l'archipel Daitō, à 300 km dans l'est-sud-est d'Okinawa.

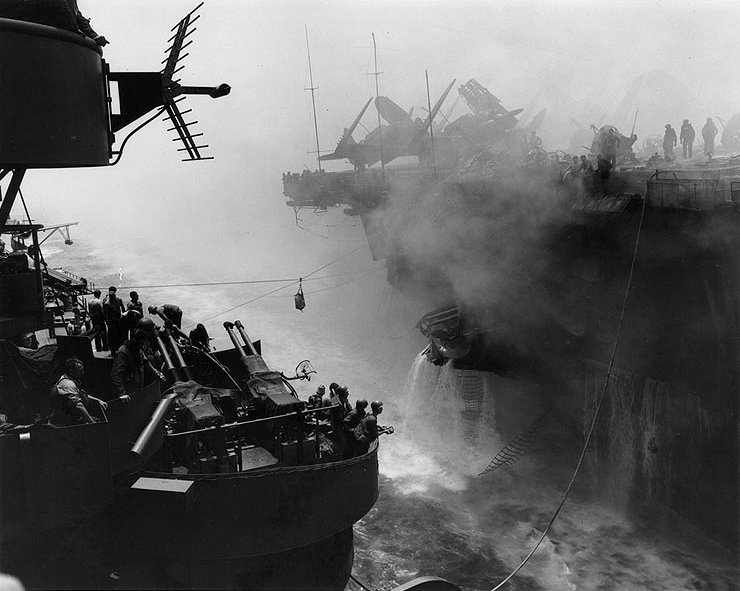
Des blessés sont transférés de l' sur l', le 11 mai 1945, vue vers bâbord arrière du croiseur

Le débarquement sur Okinawa a eu lieu le 1er avril. La tâche assignée aux croiseurs attachés à la Task Force des porte-avions rapides (TF 58 puis TF 38) était de fournir un écran d'artillerie anti-aérienne, contre les avions, et en particulier les attaques-suicides des kamikaze qui parviendraient à franchir l'écran de la chasse embarquée. Sinon il ne restait plus qu'à porter secours aux navires atteints, ce qu'à dû faire le 11 mai, l'USS Wilkes-Barre pour le porte-avions USS Bunker Hill, navire amiral du vice-amiral Mitscher, touché par deux kamikaze qui ont atteint la passerelle lui infligeant des dégâts et des pertes à peine moins graves qu'à l'USS Franklin.
Mais les croiseurs, parfois rattachés aux Groupes d'Appui Feu et de Bombardement des Task Forces d'Attaque, pouvaient avoir à bombarder des terrains d'aviation sur des îlots (comme Minami Daito Shima) où l'aviation japonaise pouvait, à quelques centaines de kilomètres, faire escale avant l'attaque ou se replier après. Mais il leur a fallu aussi écraser des positions fortifiées à proximité des plages de débarquement, ou fournir l'appui-feu à des troupes à terre, comme l'ont fait notamment sur les plages de Hagushi (en), l'USS Birmingham et l'USS Biloxi, au sein de la TF 54 aux ordres du contre-amiral Deyo. Ces missions étaient effectuées sous la menace constante des attaques-suicides. Ainsi le 5 mai, l'USS Birmingham a été gravement endommagé, et il a dû une fois encore partir en réparations.
L'USS Topeka (CL-67), navire amiral d'une 18e Division de Croiseurs (CruDiv18) et les USS Atlanta (CL-104), Oklahoma City (CL-91) et Duluth (CL-87), ont rallié la TF 58 à la fin mai, quelques jours avant que l'amiral Halsey et le vice-amiral McCain aient pris, pour la seconde fois, la suite de l'amiral Spruance et du vice-amiral Mitscher à la tête de ce qui était désigné à nouveau comme la IIIe Flotte et la TF 38, au sein de laquelle la CruDiv18 a intégré le TG 38.1. Au début juin, la Flotte a rencontré le typhon Viper, et l'USS Duluth a dû aller réparer jusqu'en juillet les avaries qu'il y avait subies. Jusqu'à la fin des combats à Okinawa, le 18 juin, les croiseurs ont contribué à la Défense Contre Avions des porte-avions rapides. La TF 38 est alors retournée mouiller en baie de San Pedro, au fond du golfe de Leyte.
À la fin juin, tandis que l'USS Cleveland a emmené le général MacArthur de Manille à Borneo, les USS Columbia, Montpelier et Denver, dans la TF 78, ont couvert l'attaque de Balikpapan.
Les USS Amsterdam (CL-101) et Dayton (CL-105) ont, à la fin juin, rallié la IIIe Flotte qui a appareillé le 1er juillet, pour aller effectuer des bombardements côtiers contre le Japon métropolitain. Les USS Topeka, Duluth, Dayton et Atlanta, étaient rattachés au TG 38.1, la CruDiv17 (USS Wilkes-Barre, Pasadena, Springfield et Astoria) au TG 38.2, l'USS Vicksburg au TG 38.3. Le 14 juillet a été constituée à partir de la TF 38, une TF 34, au sein de laquelle une TU 34.8.2 a compté trois puis cinq cuirassés modernes, parmi lesquels l'USS Missouri sur lequel l'amiral Halsey avait sa marque. Les USS Dayton et Atlanta faisaient partie de l'escorte. Les cuirassés ont bombardé, dans la journée du 15 juillet, une usine sidérurgique à Muroran au sud-est d'Hokkaido, puis le 17, ils ont effectué des bombardements, avec le concours du cuirassé britannique HMS King George V, dans les environs d'Hitachi. À cette occasion, les croiseurs ont brièvement attaqué des installations de radar.
Les jours suivants, l'aviation embarquée au cours du bombardement de la base navale de Yokosuka, a endommagé le Nagato sans le couler le 18 juillet, puis à l'attaque de la base de Kure, elle a coulé, les 24 et 28 juillet, la totalité des grands bâtiments de guerre qui y étaient réfugiés. À cette occasion, la CruDiv17 a bombardé une base d'hydravions et un terrain d'aviation. Les bombardements se sont poursuivis jusqu'en août, mais une nouvelle intervention de la TU 34 8.2 a été annulée après l'acceptation de la capitulation par l'Empereur du Japon.

#### Décorations et citations
Au titre des campagnes d'Asie et Pacifique et d'Europe, Afrique et Moyen-Orient, ce sont
- 13 citations qui ont été attribuées à l'USS Cleveland[Note 4], à l'USS Montpelier et à l'USS Santa Fe
- 11 citations à l'USS Denver, à l'USS Mobile et à l'USS Vincennes
- 10 citations à l'USS Columbia
- 9 citations à l'USS Birmingham[Note 4] et à l'USS Biloxi
- 6 citations à l'USS Miami
- 5 citations à l'USS Pasadena et à l'USS Astoria
- 4 citations à l'USS Wilkes-Barre
- 3 citations à l'USS Houston
- 2 citations à l'USS Springfield, à l'USS Topeka, à l'USS Vicksburg, à l'USS Duluth, à l'USS Oklahoma City, et à l'USS Atlanta
- 1 citation à l'USS Amsterdam et à l'USS Dayton[29].

### Après guerre
L'USS Providence (CL-82), l'USS Little Rock (CL-92) et l'USS Portsmouth (CL-102), armés pour essais respectivement le 15 mai, le 17 juin et le 25 juin 1945 n'ont pas connu de service actif pendant la guerre du Pacifique.
L'USS Manchester (CL-83) a été armé pour essais le 29 octobre 1946. L'USS Galveston (CL-93) a vu son armement pour essais différé en juin 1946.

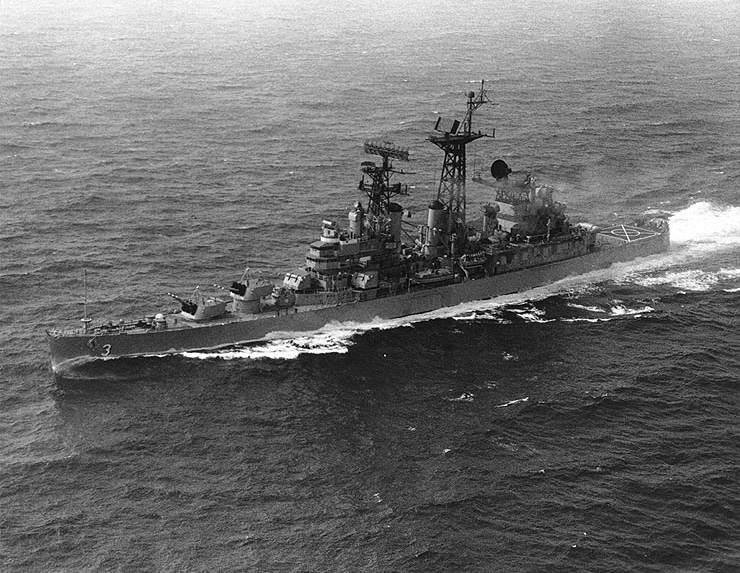
L'USS Galveston (CLG-3), en Méditerranée en 1967

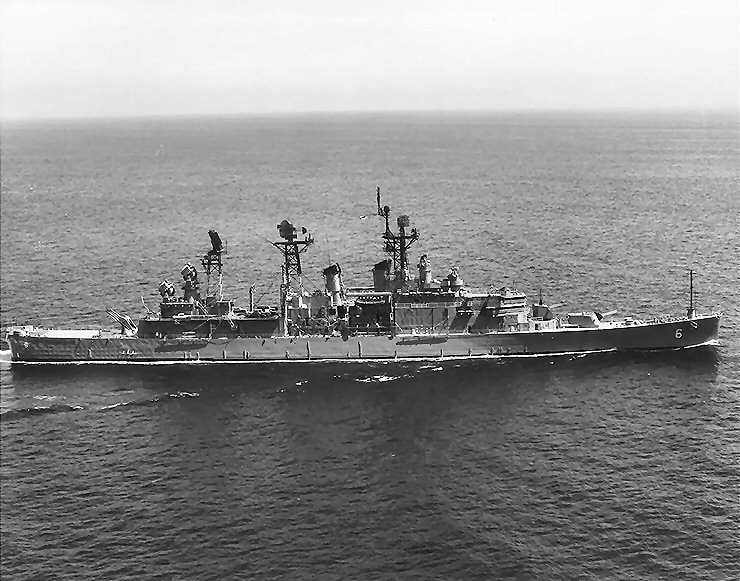
L'USS Providence (CLG-6), en 1966, aménagé en navire amiral, avec une seule tourelle de 152 mm.

Vingt-cinq croiseurs en service, c'est-à-dire tous ceux qui étaient en service sauf l'USS Manchester, ont été désarmés et placés en réserve avant la fin janvier 1950, et aucun n'a été réactivé pendant la guerre de Corée, à la différence des croiseurs lourds de la classe Baltimore auxquels des dimensions de coque liées au déplacement supérieur donnaient une meilleure stabilité. L'USS Manchester a donc été la seule unité de la classe Cleveland à servir pendant la guerre de Corée et 9 citations lui ont été attribuées pour le service en Corée.
Entre 1956 et 1958, six croiseurs parmi les derniers construits furent convertis en croiseurs lance-missiles guidés.
- Trois ont été équipés d'un lance-missile double Talos et de ses radars de guidage, en lieu et place des tourelles arrière de 152 mm et de 127 mm, avec 48 missiles en soute[31]. Ils ont formé la classe Galveston à savoir :
  - USS Galveston (CLG-3), armé le 28 mai 1958,
  - USS Little Rock (CLG-4/CG-4), réarmé le 3 juin 1960,
  - USS Oklahoma City (CLG-5/CG-5), réarmé le 7 septembre 1960[32].
- Trois autres ont été équipés, dans les mêmes conditions, avec le système Terrier, avec 120 missiles en soute[31] et ont formé la classe Providence à savoir :
  - USS Providence (CLG-6/CG-6) réarmé le 17 septembre 1959,
  - USS Springfield (CLG-7/CG-7) réarmé le 2 juillet 1960,
  - USS Topeka (CLG-8)[Note 5] réarmé le 26 mars 1960[32].

Tous ont reçu de nouveaux mâts, le plus souvent en treillis, pour recevoir les aériens des radars de veille, et disposés de façon différentes. Mais cette restructuration n'a, bien au contraire, pas réduit leurs problèmes de stabilité.
Quatre d'entre eux, les USS Little Rock, Oklahoma City, Providence et Springfield ont été réaménagés en navires amiraux, la superstructure a été modifiée, les tourelles latérales de 127 mm et une tourelle d'artillerie principale à l'avant ont été enlevées.
Ces navires ainsi modifiés combattirent alors pendant la guerre du Viêt Nam, l'USS Oklahoma City y a reçu 13 citations, l'USS Providence six, l'USS Topeka trois, l'USS Galveston deux.
Tous ont été désarmés dans le cours des années 1970.
Seul de toute la classe Cleveland, l'USS Little Rock a été préservé comme musée.